# Fußball-Weltmeisterschaft 2022/Argentinien
Dieser Artikel behandelt die argentinische Fußballnationalmannschaft bei der Fußball-Weltmeisterschaft 2022. Argentinien konnte sich am fünftletzten Spieltag der Südamerika-Qualifikation qualifizieren. Die Mannschaft nahm zum 18. Mal teil und seit 1974 ohne Unterbrechung. Argentinien gewann die WM gegen Frankreich mit einem 4:2-Erfolg im Elfmeterschießen.

## Qualifikation
Die Mannschaft qualifizierte sich über die Qualifikation des südamerikanischen Fußballverbandes CONMEBOL.

### Spiele
Nach dem Achtelfinalaus bei der WM 2018 übernahm Lionel Scaloni das Amt des Nationaltrainers. Die Argentinier starteten holprig in die Qualifikation, die eigentlich schon im März 2020 beginnen sollte, dann aber wegen der COVID-19-Pandemie erst im Oktober 2020 begann. Im ersten Spiel gegen Ecuador brachte Kapitän Lionel Messi seine Mannschaft zwar bereits in der 13. Minute durch einen verwandelten Strafstoß in Führung – dabei blieb es aber bis zum Schluss. Im zweiten Spiel in Bolivien gerieten sie in der 24. Minute in Rückstand, konnten quasi mit dem Halbzeitpfiff ausgleichen und erst in der 79. Minute den Siegtreffer erzielen. Auch im dritten Spiel gerieten sie gegen Paraguay zunächst in Rückstand und diesmal gelang nur noch der Ausgleichstreffer. Im vierten Spiel konnten sie in Peru erstmals mit zwei Toren Differenz gewinnen, dann folgten aber wieder zwei Remis. Auch danach folgte nach maximal drei Siegen ein Remis, da aber kein Spiel verloren wurde und sich die Gegner bis auf Brasilien gegenseitig Punkte wegnahmen, stand bereits nach einem torlosen Heimspiel am fünftletzten Spieltag gegen Tabellenführer Brasilien die WM-Teilnahme fest.
Eine Besonderheit stellte das Auswärtsspiel in Brasilien am 8. Spieltag (5. September 2021) dar. Dieses wurde nach wenigen Minuten von der brasilianischen Gesundheitsbehörde wegen Verstößen gegen die Corona-Bestimmungen unterbrochen und schließlich abgebrochen.
Insgesamt wurden 38 Spieler in den 18 Spielen (inkl. des abgebrochenen Spiels gegen Brasilien) eingesetzt, davon sieben nur einmal. Kein Spieler kam in allen Spielen zum Einsatz. 17 Einsätze hatte Rodrigo de Paul, der einmal nach der zweiten Gelben Karte pausieren musste. Je 16 Einsätze hatten Kapitän Lionel Messi und Nicolás Otamendi, der zweimal nach der jeweils zweiten Gelben Karte nicht eingesetzt wurde. 15 Spiele bestritten Lautaro Martínez und Leandro Paredes, der auch zweimal nach der jeweils zweiten Gelben Karte Pause hatte. Ángel Di María kam auf 14 Einsätze, wobei er dreimal Messi als Kapitän vertrat. 14 Spieler wurden mindestens in der Hälfte der Spiele eingesetzt. Am häufigsten im Tor stand Emiliano Martínez, der im fünften Qualifikationsspiel sein Debüt gab und dann auch bei der Copa América 2021 Stammtorhüter war. Er brachte es auf elf Einsätze in der Qualifikation, wurde aber für die beiden letzten Spiele gesperrt. In den ersten vier Qualifikationsspielen hatte noch Franco Armani im Tor gestanden, der dann nur noch im vorletzten Spiel das Tor hütete, als Martínez gesperrt war. Zu ihren Debüts kamen in der Qualifikation neben Martínez noch Nahuel Molina (10 Spiele), Cristian Romero (8) und Julián Álvarez (6) – alle wie Martínez im fünften Spiel – sowie Facundo Medina (2), Emiliano Buendía (10 Minuten im drittletzten Spiel, aber für die beiden letzten Spiele gesperrt) und Lucas Boyé (3 Minuten im vorletzten Spiel).
Beste Torschützen waren Lautaro Martínez und Kapitän Lionel Messi, der am 9. September mit drei Toren Pelé als besten südamerikanischen Torschützen ablöste, mit je sieben Toren. Dabei waren beide die einzigen argentinischen Spieler mit mehr als 14 Spielen, die keine gelbe Karte erhalten hatten. Insgesamt erzielten zehn Spieler die 27 Tore für Argentinien. Ihre ersten Länderspieltore erzielten Julián Álvarez, Nicolás González und Cristian Romero.
| Datum      | Spielort            | Gastgeber   |   | Gast        | Ergebnis      | Torschützen für Argentinien                     |
| ---------- | ------------------- | ----------- | - | ----------- | ------------- | ----------------------------------------------- |
| 08.10.2020 | Buenos Aires (1)    | Argentinien | – | Ecuador     | 1:0 (1:0)     | Lionel Messi                                    |
| 13.10.2020 | La Paz              | Bolivien    | – | Argentinien | 1:2 (1:1)     | Joaquín Correa, Lautaro Martínez                |
| 12.11.2020 | Buenos Aires (1)    | Argentinien | – | Paraguay    | 1:1 (1:1)     | Nicolás González 1                              |
| 17.11.2020 | Lima                | Peru        | – | Argentinien | 0:2 (0:2)     | Nicolás González, Lautaro Martínez              |
| 03.06.2021 | Santiago del Estero | Argentinien | – | Chile       | 1:1 (1:1)     | Lionel Messi                                    |
| 08.06.2021 | Barranquilla        | Kolumbien   | – | Argentinien | 2:2 (0:2)     | Leandro Paredes, Cristian Romero 1              |
| 02.09.2021 | Caracas             | Venezuela   | – | Argentinien | 1:3 (0:1)     | Ángel Correa, Joaquín Correa, Lautaro Martínez  |
| 05.09.2021 | São Paulo           | Brasilien   | – | Argentinien | Abgebrochen 2 |                                                 |
| 09.09.2021 | Buenos Aires (2)    | Argentinien | – | Bolivien    | 3:0 (1:0)     | Lionel Messi (3)                                |
| 07.10.2021 | Asunción            | Paraguay    | – | Argentinien | 0:0           |                                                 |
| 10.10.2021 | Buenos Aires (2)    | Argentinien | – | Uruguay     | 3:0 (2:0)     | Rodrigo de Paul, Lautaro Martínez, Lionel Messi |
| 14.10.2021 | Buenos Aires (2)    | Argentinien | – | Peru        | 1:0 (1:0)     | Lautaro Martínez                                |
| 12.11.2021 | Montevideo          | Uruguay     | – | Argentinien | 0:1 (0:1)     | Ángel Di María                                  |
| 16.11.2021 | San Juan            | Argentinien | – | Brasilien   | 0:0           |                                                 |
| 27.01.2022 | Calama              | Chile       | – | Argentinien | 1:2 (1:2)     | Ángel Di María, Lautaro Martínez                |
| 01.02.2022 | Córdoba             | Argentinien | – | Kolumbien   | 1:0 (1:0)     | Lautaro Martínez                                |
| 25.03.2022 | Buenos Aires (1)    | Argentinien | – | Venezuela   | 3:0 (1:0)     | Ángel Di María, Nicolás González, Lionel Messi  |
| 29.03.2022 | Guayaquil           | Ecuador     | – | Argentinien | 1:1 (0:1)     | Julián Álvarez 1                                |

#### Abschlusstabelle
| Pl. | Land        | Sp. | S  | U | N  | Tore    | Diff. | Punkte |
| --- | ----------- | --- | -- | - | -- | ------- | ----- | ------ |
| 1.  | Brasilien   | 17  | 14 | 3 | 0  | 040:500 | +35   | 45     |
| 2.  | Argentinien | 17  | 11 | 6 | 0  | 027:700 | +20   | 39     |
| 3.  | Uruguay     | 18  | 8  | 4 | 6  | 022:220 | ±0    | 28     |
| 4.  | Ecuador     | 18  | 7  | 5 | 6  | 027:190 | +8    | 26     |
| 5.  | Peru        | 18  | 7  | 3 | 8  | 019:220 | −3    | 24     |
| 6.  | Kolumbien   | 18  | 5  | 8 | 5  | 020:190 | +1    | 23     |
| 7.  | Chile       | 18  | 5  | 4 | 9  | 019:260 | −7    | 19     |
| 8.  | Paraguay    | 18  | 3  | 7 | 8  | 012:260 | −14   | 16     |
| 9.  | Bolivien    | 18  | 4  | 3 | 11 | 023:420 | −19   | 15     |
| 10. | Venezuela   | 18  | 3  | 1 | 14 | 014:340 | −20   | 10     |

Anmerkung: Die fünftplatzierte peruanische Mannschaft trifft im Juni 2022 auf den fünften der Asienqualifikation (Australien oder die Vereinigten Arabischen Emirate).

## Vorbereitung

### Spiele
| Datum      | Ergebnis    | Gegner 1                     | Austragungsort      | Anlass                                                                              | Argentinische Torschützen                  |
| ---------- | ----------- | ---------------------------- | ------------------- | ----------------------------------------------------------------------------------- | ------------------------------------------ |
| 01.06.2022 | 3:0         | Italien                      | London (GBR)        | CONMEBOL-UEFA-Pokal der Champions                                                   | Martínez, Di María, Dybala                 |
| 05.06.2022 | 5:0         | Estland                      | Pamplona (ESP)      | Freundschaftsspiel                                                                  | Messi (5)                                  |
| 11.06.2022 | abgesagt 2  | Brasilien                    | Melbourne (AUS)     | Freundschaftsspiel                                                                  |                                            |
| 22.09.2022 | storniert 3 | Brasilien                    | (BRA)               | WM-Qualifikation 2022 (Neuansetzung der abgebrochenen Partie vom 5. September 2021) |                                            |
| 23.09.2022 | 3:0         | Honduras                     | Miami Gardens (USA) | Freundschaftsspiel                                                                  | Messi (2), Martínez                        |
| 28.09.2022 | 3:0         | Jamaika                      | Harrison (USA)      | Freundschaftsspiel                                                                  | Messi (2), Álvarez                         |
| 16.11.2022 | 5:0         | Vereinigte Arabische Emirate | Abu Dhabi (ARE)     | Freundschaftsspiel                                                                  | Ángel Di María (2), Álvarez, Correa, Messi |

Anmerkungen:

## Kader
Folgende 26 Spieler wurden in den argentinischen Kader für die Fußball-Weltmeisterschaft 2022 berufen. Am 17. November wurden Nicolás González und Joaquín Correa verletzungsbedingt durch Ángel Correa bzw. Thiago Almada ersetzt.
| Nr. 1              | Name                | Geburts- datum | Spiele 2 | Tore 2 | Verein                 | Debüt | Letzter Einsatz | Anzahl der Spiele | Tor | 5     | Gelb-Rote Karte | Rote Karte | WM-Teilnahmen          | WM-Spiele (vor 2022) | WM-Tore (vor 2022) |
| Tor                | Tor                 | Tor            | Tor      | Tor    | Tor                    | Tor   | Tor             | Tor               | Tor | Tor   | Tor             | Tor        | Tor                    | Tor                  | Tor                |
| ------------------ | ------------------- | -------------- | -------- | ------ | ---------------------- | ----- | --------------- | ----------------- | --- | ----- | --------------- | ---------- | ---------------------- | -------------------- | ------------------ |
| 23                 | Emiliano Martínez   | 02.09.1992     | 19       | 0      | Aston Villa            | 2021  | 16.11.2022      | 7                 |     | 1     |                 |            |                        |                      |                    |
| 01                 | Franco Armani       | 16.10.1986     | 18       | 0      | River Plate            | 2018  | 05.06.2022      |                   |     |       |                 |            | 2018                   | 2                    | 0                  |
| 12                 | Gerónimo Rulli      | 20.05.1992     | 4        | 0      | FC Villarreal          | 2018  | 24.09.2022      |                   |     |       |                 |            |                        |                      |                    |
| Abwehr             |                     |                |          |        |                        |       |                 |                   |     |       |                 |            |                        |                      |                    |
| 19                 | Nicolás Otamendi    | 12.02.1988     | 93       | 4      | Benfica Lissabon       | 2009  | 16.11.2022      | 7                 |     | 2 (1) |                 |            | 2010, 2018             | 7                    | 0                  |
| 08                 | Marcos Acuña        | 28.10.1991     | 43       | 1      | FC Sevilla             | 2016  | 16.11.2022      | 6                 |     | 3 (1) |                 |            | 2018                   | 1                    | 0                  |
| 03                 | Nicolás Tagliafico  | 31.08.1992     | 42       | 0      | Olympique Lyon         | 2017  | 27.09.2022      | 6                 |     |       |                 |            | 2018                   | 4                    | 0                  |
| 06                 | Germán Pezzella     | 27.06.1991     | 32       | 2      | Betis Sevilla          | 2017  | 16.11.2022      | 3                 |     | 1     |                 |            |                        |                      |                    |
| 26                 | Nahuel Molina       | 06.04.1998     | 20       | 0      | Atlético Madrid        | 2021  | 16.11.2022      | 7                 | 1   |       |                 |            |                        |                      |                    |
| 04                 | Gonzalo Montiel     | 01.01.1997     | 18       | 0      | FC Sevilla             | 2019  | 16.11.2022      | 4                 |     | 3 (1) |                 |            |                        |                      |                    |
| 02                 | Juan Foyth          | 12.01.1998     | 16       | 0      | FC Villarreal          | 2018  | 16.11.2022      | 1                 |     |       |                 |            |                        |                      |                    |
| 13                 | Cristian Romero     | 27.04.1998     | 12       | 1      | Tottenham Hotspur      | 2021  | 27.9.2022       | 7                 |     | 2 (1) |                 |            |                        |                      |                    |
| 25                 | Lisandro Martínez   | 18.01.1998     | 10       | 0      | Manchester United      | 2019  | 16.11.2022      | 5                 |     | 1     |                 |            |                        |                      |                    |
| Mittelfeld         |                     |                |          |        |                        |       |                 |                   |     |       |                 |            |                        |                      |                    |
| 05                 | Leandro Paredes     | 29.06.1994     | 46       | 4      | Juventus Turin         | 2017  | 16.11.2022      | 5                 |     | 2 (1) |                 |            |                        |                      |                    |
| 07                 | Rodrigo de Paul     | 24.05.1994     | 44       | 2      | Atlético Madrid        | 2018  | 16.11.2022      | 7                 |     |       |                 |            |                        |                      |                    |
| 18                 | Guido Rodríguez     | 12.04.1994     | 26       | 1      | Betis Sevilla          | 2019  | 16.11.2022      | 1                 |     |       |                 |            |                        |                      |                    |
| 14                 | Exequiel Palacios   | 11.07.1994     | 20       | 0      | Bayer 04 Leverkusen    | 2018  | 05.06.2022      | 3                 |     |       |                 |            |                        |                      |                    |
| 17                 | Papu Gómez          | 15.02.1988     | 15       | 3      | FC Sevilla             | 2017  | 23.09.2022      | 2                 |     |       |                 |            |                        |                      |                    |
| 20                 | Alexis Mac Allister | 24.12.1998     | 8        | 0      | Brighton & Hove Albion | 2019  | 16.11.2022      | 6                 | 1   |       |                 |            |                        |                      |                    |
| 24                 | Enzo Fernández      | 17.01.2001     | 3        | 0      | Benfica Lissabon       | 2022  | 16.11.2022      | 7                 | 1   | 1     |                 |            |                        |                      |                    |
| Sturm              |                     |                |          |        |                        |       |                 |                   |     |       |                 |            |                        |                      |                    |
| 10                 | Lionel Messi        | 24.06.1987     | 165      | 91     | Paris Saint-Germain    | 2005  | 16.11.2022      | 7                 | 7   | 1     |                 |            | 2006, 2010, 2014, 2018 | 19                   | 6                  |
| 11                 | Ángel Di María      | 14.02.1988     | 124      | 27     | Juventus Turin         | 2008  | 16.11.2022      | 5                 | 1   |       |                 |            | 2010, 2014, 2018       | 13                   | 2                  |
| 22                 | Lautaro Martínez    | 22.08.1997     | 39       | 21     | Inter Mailand          | 2018  | 28.09.2022      | 6                 |     |       |                 |            |                        |                      |                    |
| 21                 | Paulo Dybala        | 15.11.1993     | 34       | 3      | AS Rom                 | 2015  | 05.06.2022      | 2                 |     |       |                 |            | 2018                   | 1                    | 0                  |
| 15                 | Ángel Correa        | 09.03.1995     | 22       | 3      | Atlético Madrid        | 2015  | 23.09.2022      | 1                 |     |       |                 |            |                        |                      |                    |
| 09                 | Julián Álvarez      | 31.01.2000     | 12       | 3      | Manchester City        | 2021  | 16.11.2022      | 7                 | 4   |       |                 |            |                        |                      |                    |
| 16                 | Thiago Almada       | 26.04.2001     | 1        | 0      | Atlanta United         | 2022  | 23.09.2022      | 1                 |     |       |                 |            |                        |                      |                    |
| Trainerstab        |                     |                |          |        |                        |       |                 |                   |     |       |                 |            |                        |                      |                    |
| Trainer            | Lionel Scaloni      | 16.05.1978     | 007 3    | 0      |                        | 2018  |                 |                   |     | 1     |                 |            | 2006 3                 | 1 3                  | 0                  |
| Trainer- assistent | Walter Samuel       | 23.03.1978     | 056 3    | 5 3    |                        | 2018  |                 |                   |     | 1     |                 |            | 2002, 2010 3           | 5 3                  | 0                  |
| Trainer- assistent | Roberto Ayala       | 14.04.1973     | 115 3    | 7 3    |                        | 2019  |                 |                   |     |       |                 |            | 1998, 2002 4, 2006 3   | 10 3                 | 1 3                |
| Trainer- assistent | Pablo Aimar         | 03.11.1979     | 052 3    | 8 3    |                        | 2018  |                 |                   |     |       |                 |            | 2006 3                 | 3                    | 0                  |
| Trainer- assistent | Matías Manna        | 01.01.1983     |          |        |                        |       |                 |                   |     |       |                 |            |                        |                      |                    |
| Torwarttrainer     | Hugo Tocalli        | 21.0.1948      |          |        |                        |       |                 |                   |     |       |                 |            |                        |                      |                    |

## Endrunde

### Gruppenauslosung und Verlauf der Endrunde
Für die Auslosung der Qualifikationsgruppen am 1. April 2022 war Argentinien Topf 1 zugeordnet und konnte daher nicht in eine Gruppe mit Weltmeister Frankreich, Rekordweltmeister Brasilien oder Gastgeber Katar, aber erstmals seit 1986 wieder zu Deutschland gelost werden – was aber wie 1986 nicht geschah. Zudem konnte den Argentiniern keine der zwei anderen bereits qualifizierten südamerikanischen Mannschaften zugelost werden. Die Mannschaft traf in der Gruppe C auf Mexiko, Polen und Saudi-Arabien.
Auf Mexiko trafen die Argentinier bereits bei der ersten WM 1930 in der Vorrunde sowie im Achtelfinale 2006 und 2010, wobei die Argentinier immer gewannen. Zudem gab es mehrere Begegnungen bei der Copa América und im Halbfinale beim Konföderationen-Pokal 2005 – zumeist mit einem Sieg der Argentinier. Die einzigen Niederlagen gab es in der Vorrunde der Copa América 2004 sowie in drei Freundschaftsspielen. Von bisher insgesamt 31 Spielen gewannen die Argentinier 15, 12-mal wurden die Punkte geteilt bzw. die Entscheidung im Elfmeterschießen gesucht. Auf Polen trafen die Argentinier in der WM-Vorrunde 1974 (2:3) und der WM-Zwischenrunde 1978 (2:0), zudem noch zehnmal in Freundschaftsspielen. Die Bilanz ist für die Argentinier mit sieben Siegen, zwei Remis und drei Niederlagen positiv. Gegen Saudi-Arabien gewannen die Argentinier im Finale des König-Fahd-Pokal 1992 mit 3:1. Zudem gab es ein 2:2 im Gruppenspiel und ein 2:0 im Spiel um Platz 3 beim Turnier zum 200. Geburtstag von Australien sowie ein torloses Remis in einem Freundschaftsspiel.
Als Gruppensieger trafen sie im Achtelfinale auf Australien, den Zweiten der Gruppe D mit Frankreich und Dänemark. Mit einem Sieg qualifizierten sie sich für das Viertelfinale, wo sie sich im Elfmeterschießen gegen die Niederlande durchsetzten. Im Halbfinale trafen sie auf Kroatien, das seinerseits Brasilien im Elfmeterschießen ausgeschaltet hatte. Mit einem 3:0-Sieg erreichte Argentinien das Finale. Dieses wurde gegen Frankreich mit 4:2 nach Elfmeterschießen (3:3 nach Verlängerung) gewonnen.
Lionel Messi absolvierte mit dem Finale sein 26. WM-Spiel und überholte damit den bisherigen Rekordhalter Lothar Matthäus. Mit seiner fünften Teilnahme konnte er zudem den Teilnahmerekord von Antonio Carbajal, Lothar Matthäus und Rafael Márquez einstellen, was zudem noch einigen anderen Spielern gelingen konnte.

### Spiele der Gruppenphase / Gruppe C
| Pl. | Land          | Sp. | S | U | N | Tore    | Diff. | Punkte |
| --- | ------------- | --- | - | - | - | ------- | ----- | ------ |
| 1.  | Argentinien   | 3   | 2 | 0 | 1 | 005:200 | +3    | 06     |
| 2.  | Polen         | 3   | 1 | 1 | 1 | 002:200 | ±0    | 04     |
| 3.  | Mexiko        | 3   | 1 | 1 | 1 | 002:300 | −1    | 04     |
| 4.  | Saudi-Arabien | 3   | 1 | 0 | 2 | 003:500 | −2    | 03     |

| Di., 22. November 2022 um 13:00 Uhr (11:00 Uhr MEZ) in Lusail (Lusail Iconic Stadium) |   |               |           |                                                 |
| Argentinien                                                                           | – | Saudi-Arabien | 1:2 (1:0) | Lionel Messi (10./Elfm.)                        |
| Sa., 26. November 2022 um 22:00 Uhr (20:00 Uhr MEZ) in Lusail (Lusail Iconic Stadium) |   |               |           |                                                 |
| Argentinien                                                                           | – | Mexiko        | 2:0 (0:0) | Lionel Messi (64.), Enzo Fernández (87.)        |
| Mi., 30. November 2022 um 22:00 Uhr (20:00 Uhr MEZ) in Doha (Stadium 974)             |   |               |           |                                                 |
| Polen                                                                                 | – | Argentinien   | 0:2 (0:0) | Alexis Mac Allister (46.), Julián Álvarez (67.) |

### K.-o.-Runde
| Achtelfinale – Sa., 3. Dezember 2022 um 22:00 Uhr (20:00 Uhr MEZ) in ar-Rayyan (Ahmed bin Ali Stadium) |   |             |                                 |                                                      |
| Argentinien                                                                                            | – | Australien  | 2:1 (1:0)                       | Lionel Messi (35.), Julián Álvarez (57.)             |
| Viertelfinale – Fr., 9. Dezember 2022 um 22:00 Uhr (20:00 Uhr MEZ) in Lusail (Lusail Iconic Stadium)   |   |             |                                 |                                                      |
| Niederlande                                                                                            | – | Argentinien | 2:2 n. V. (0:1, 2:2), 3:4 i. E. | Nahuel Molina (35.), Lionel Messi (73./Elfm.)        |
| Halbfinale – Di., 13. Dezember 2022 um 22:00 Uhr (20:00 Uhr MEZ) in Lusail (Lusail Iconic Stadium)     |   |             |                                 |                                                      |
| Argentinien                                                                                            | – | Kroatien    | 3:0 (2:0)                       | Lionel Messi (34./Elfm.), Julián Álvarez (39., 69.)  |
| Finale – So., 18. Dezember 2022 um 18:00 Uhr (16:00 Uhr MEZ) in Lusail (Lusail Iconic Stadium)         |   |             |                                 |                                                      |
| Argentinien                                                                                            | – | Frankreich  | 4:2 n. E., 3:3 n. V. (2:2, 2:0) | Lionel Messi (23./Elfm., 109.), Ángel Di María (36.) |